# Mick Pointer

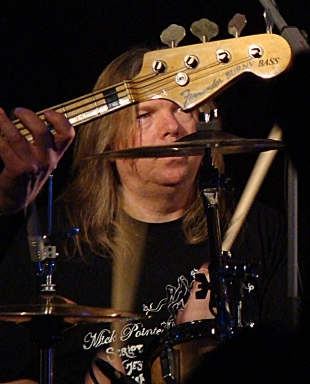
Mick Pointer (2009)

Michael James Pointer (ur. 22 lipca 1956 roku w Brill, w Buckinghamshire) – perkusista, znany głównie z gry w zespole Marillion.
Swoją karierę muzyczną rozpoczął w 1976 roku w grupie Stockade. Wcześniej zarabiał na życie jako cieśla, wolny czas spędzając na słuchaniu płyt swoich idoli: Yes, Rush i Led Zeppelin.
Ostatni raz zagrał 18 kwietnia 1983 r., w londyńskim Hammershmith Odeon, grając tam ostatni swój koncert dla zespołu Marillion. Powodem odejścia z grupy był konflikt z pozostałymi muzykami na tle niechęci Pointera do rozwijania warsztatu wykonawczego.
Po długiej przerwie i nieobecności na rynku muzycznym rozpoczął występy z zespołem Arena, z którym gra do dziś. Recenzenci zwracają uwagę na wyraźną poprawę technicznej strony jego gry.